# Beretta M15
La pistola Beretta Brevetto 1915 o Beretta Modello 1915 è una pistola semiautomatica italiana della prima guerra mondiale e seconda guerra mondiale.

## Storia
L'arma, ideata dal progettista capo Tullio Marengoni, fu brevettata dalla Fabbrica d'Armi Pietro Beretta il 29 giugno 1915 e fu subito adottata dal Regio Esercito, da poco più di un mese impegnato nella Grande guerra. Andava a sostituire le precedenti ordinanze, le rivoltelle Chamelot Delvigne 1874 e Bodeo Mod. 1889 e soprattutto le automatiche Glisenti Modello 1910 e Brixia Mod. 1913, non pienamente soddisfacenti. Inizialmente creata in calibro 9 mm Glisenti, venne poi prodotta in .32 ACP nelle versioni successive, per poi essere sostituita dalla Beretta M34.

## Caratteristiche
La canna è cilindrica, con un'estremità anteriore cilindrica sulla quale è fissato il mirino, mentre sotto all'estremità posteriore sporge il piolo di unione la fusto; l'anima presenta 6 righe destrorse con passo da 270 mm.
Il carrello funge anche da otturatore; sul dorso presenta la finestra di espulsione, davanti alla quale è completamente aperto per accogliere la canna. Dietro alla finestra di espulsione invece presenta la leva dell'estrattore ed infine la tacca di mira, con incastro a coda di rondine. Dentro al carrello trova posto il percussore con la sua molla, mentre sulla superficie inferiore sono presenti anteriormente il manicotto nel quale si inserisce l'asta guidamolla della molla di ritorno; posteriormente è presente l'incavo per il movimento del cane.
La parte anteriore del fusto ospita la molla di recupero con la sua asta; essa impegna anteriormente il manicotto inferiore del carrello, mentre posteriormente contrasta con il piolo della sicura. Quest'ultimo funge anche da ritegno della canna, in quanto si inserisce in un incavo del piolo verticale presente sotto alla culatta. L'impugnatura diritta, inclinata di appena 9° rispetto alla canna, con guancette zigrinate in noce, è un sol pezzo con il fusto ed il ponticello del grilletto e contiene caricatore, catena di scatto, la molla del cane ed il ritegno del caricatore; quest'ultimo è posto sulla base dell'impugnatura, posteriormente. La guancetta sinistra presenta un intaglio per il porta-correggiolo. Il caricatore, in lamiera d'acciaio, ha una capacità di 8-7 colpi ed è monofilare. Lateralmente presenta ampie fenestrature o grandi fori circolari. La suola che chiude il fondo sporge leggermente sul davanti per facilitare l'estrazione.
Sono presenti due sicure: una è inserita sul retro del fusto: è costituita da un pezzo che, ruotando la levetta con bottone terminale zigrinato in modo da scoprire la S incisa sul fusto, va a penetrare in un incastro nella testa del cane, bloccandolo. L'altra sicura si trova sul lato sinistro; esternamente è costituita da due bracci imperniati sul piolo che blocca la canna e la molla di ritorno; il braccio posteriore termina con un bottone zigrinato, quello anteriore con un dente. Abbassando il bottone posteriore (scoprendo la S incisa sul fusto), il piolo blocca il grilletto e sblocca la canna (che così può essere smontata), mentre il dente del braccio anteriore va ad intercettare una delle due incisioni sul bordo inferiore del carrello. Se aggancia l'incisione anteriore, trattiene il carrello in apertura.

## Azione
Il funzionamento è a chiusura labile a massa battente, con cane interno. Afferrando il carrello sulle superfici laterali rigate, si arretra e si rilascia, camerando il primo colpo ed armando il cane. Il grilletto, di forma lunata, tramite la catena di scatto rilascia il cane, che si abbatte sul percussore e causa la deflagrazione della cartuccia. Il rinculo del carrello-otturatore è contrastato soltanto dall'inerzia della sua massa, dalla molla di recupero e dal cane con la sua molla (che viene così riarmato). Queste resistenze ritardano l'apertura della camera di scoppio abbastanza da permettere al proiettile di lasciare la canna. L'estrattore, solidale con il carrello, sfila il bossolo, che viene proiettato in alto dall'espulsore (inserito sul fusto). La corsa retrograda del carrello viene frenata infine dalla molla ammortizzatrice di rinculo, a spire più larghe, che avvolge la molla di ritorno. Quest'ultima infine richiama il carrello in batteria, camerando un nuovo colpo. Esploso l'ultimo colpo, l'elevatore del caricatore intercetta il carrello, avvisando quindi che l'otturatore è aperto e l'arma scarica.

## Varianti

### M1915/17
Questa versione è camerata in .32 ACP ed è stata pensata per il mercato civile e per eventuali clienti esteri poiché il 9 mm Glisenti era un calibro militare impiegato esclusivamente in Italia.
Venne adottata la prima volta dal Regio Esercito e dalla Regia Marina nel 1917, quando venne fornito un primo lotto di 10.000 pezzi. La produzione bellica terminò nel 1921, quella civile continuò invece ancora a lungo. Negli anni '40 infine un lotto di 1.500 armi venne inviato all'Esercito Finlandese.
La pistola è più piccola, più leggera e semplificata rispetto al modello base. L'impugnatura diritta, inclinata di appena 9° rispetto alla canna, ha le guancette rigate verticalmente invece che zigrinate. Il ponticello del grilletto non è ovale ma rotondo. Manca la sicura posteriore sul carrello, mentre è presente quella sul lato sinistro che oltre a fungere da sicura bloccando il grilletto, funziona anche da perno di smontaggio e da leva hold open. Mancano inoltre la molla ammortizzatrice di rinculo e l'espulsore, che viene sostituito nella sua funzione dal percussore. Il caricatore monofilare contiene 8 colpi invece che 7. Per il resto disegno e meccanica sono invariati: il carrello è completamente aperto superiormente ed anteriormente; infatti il mirino è fresato direttamente sulla canna. La tacca di mira invece è inserita a coda di rondine sul carrello, dietro alla finestra di espulsione, che è superiore. Il funzionamento è a chiusura labile a massa battente.